# Myrmecocystus flaviceps
Myrmecocystus flaviceps är en myrart som beskrevs av Wheeler 1912. Myrmecocystus flaviceps ingår i släktet Myrmecocystus och familjen myror. Inga underarter finns listade i Catalogue of Life.

## Bildgalleri

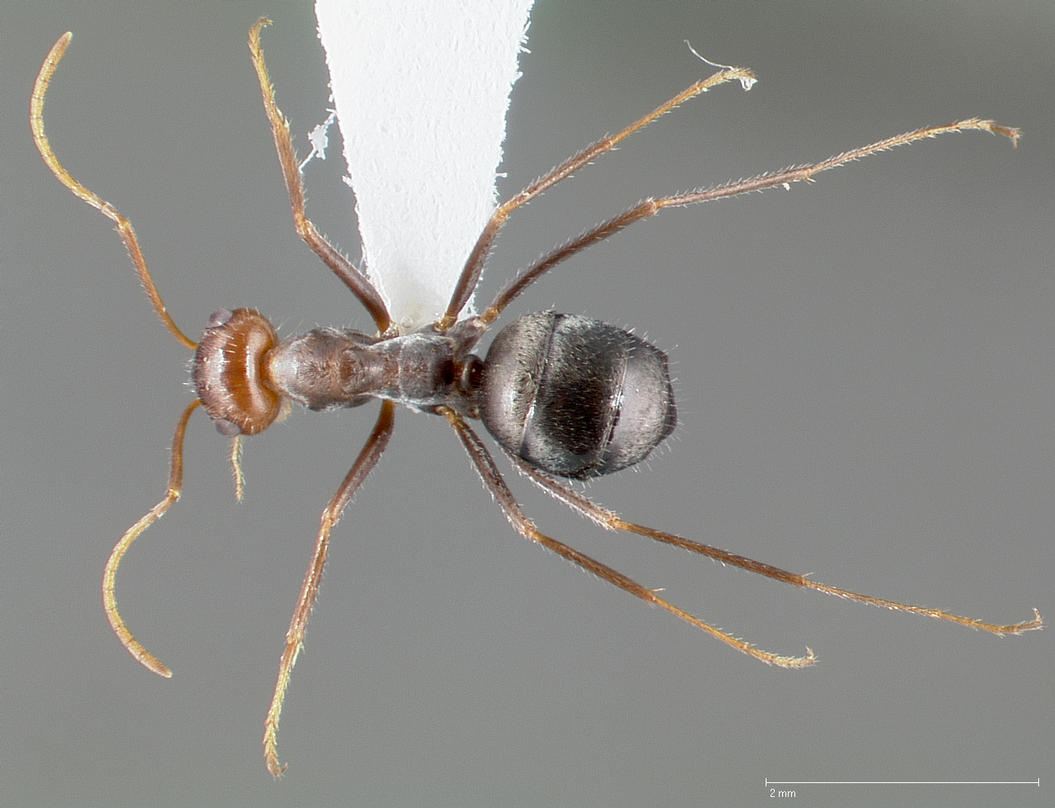
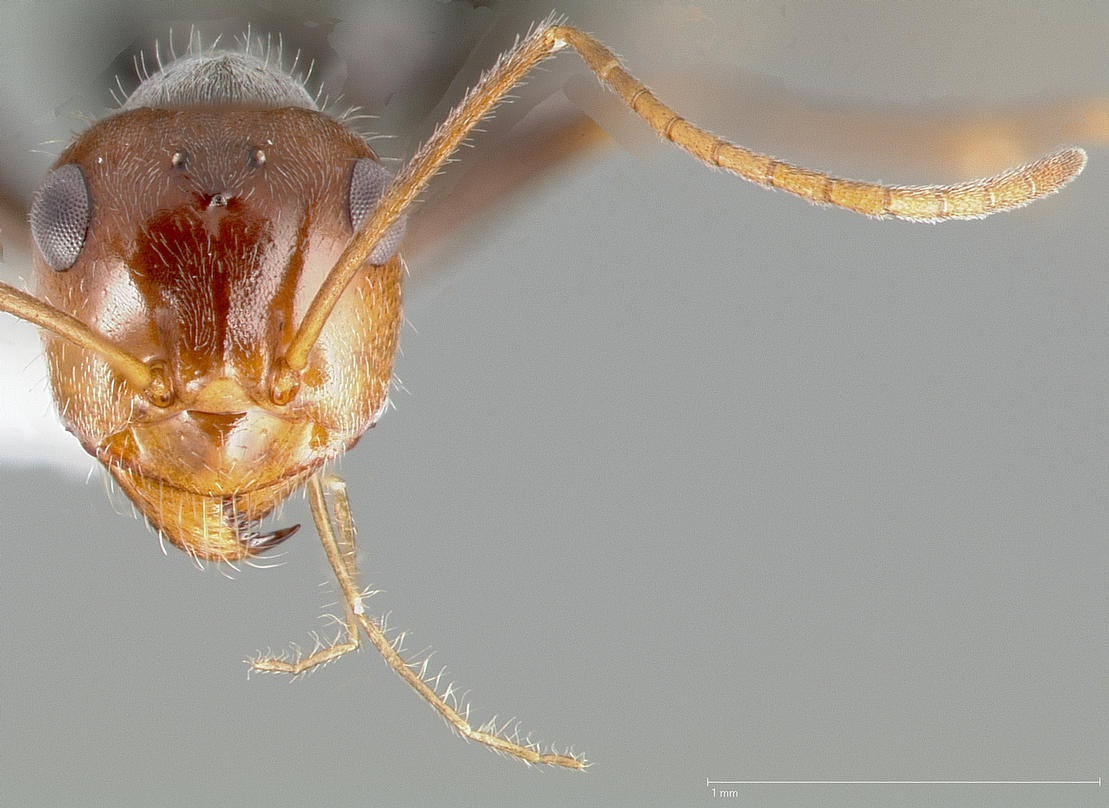
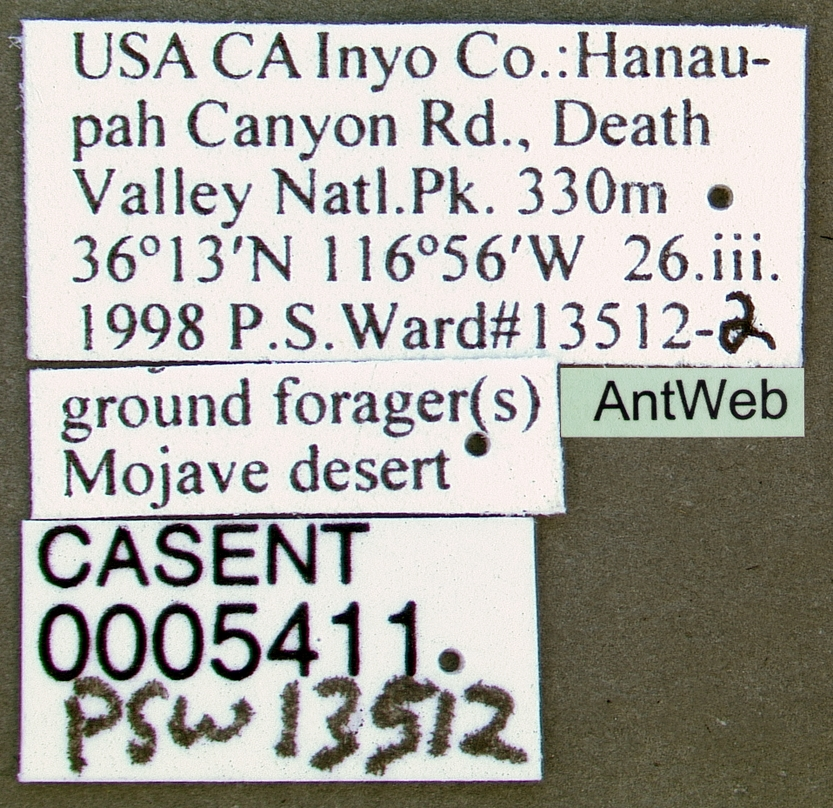
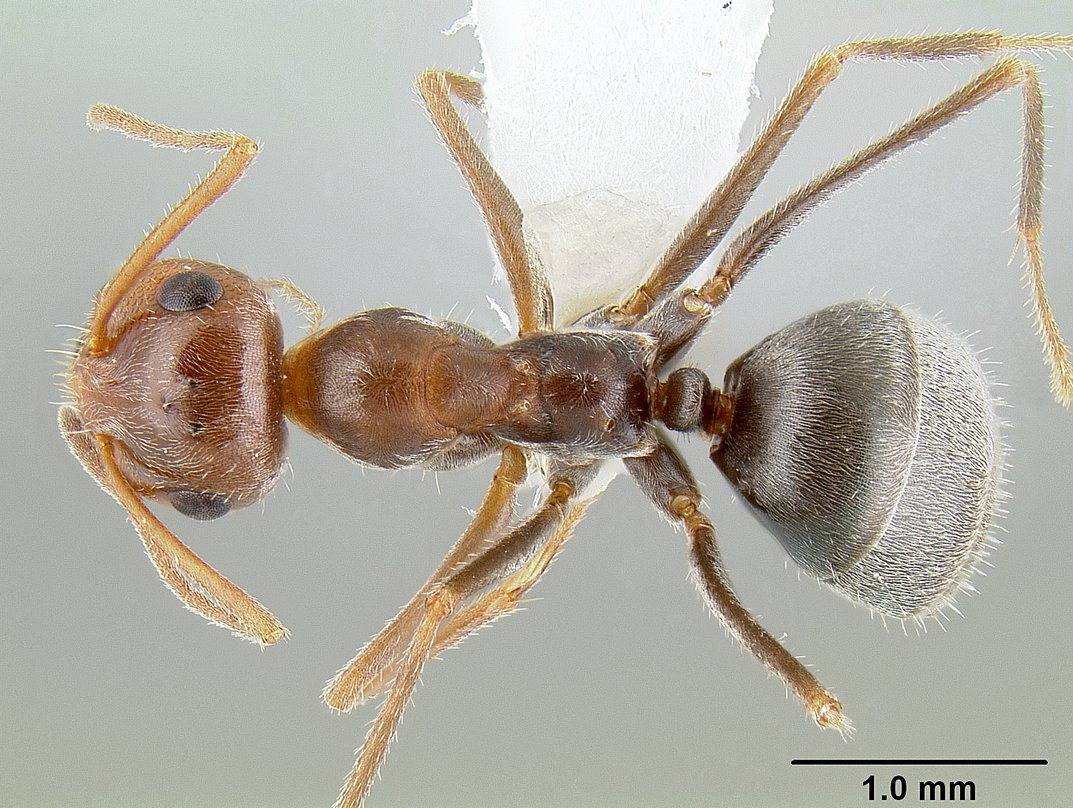
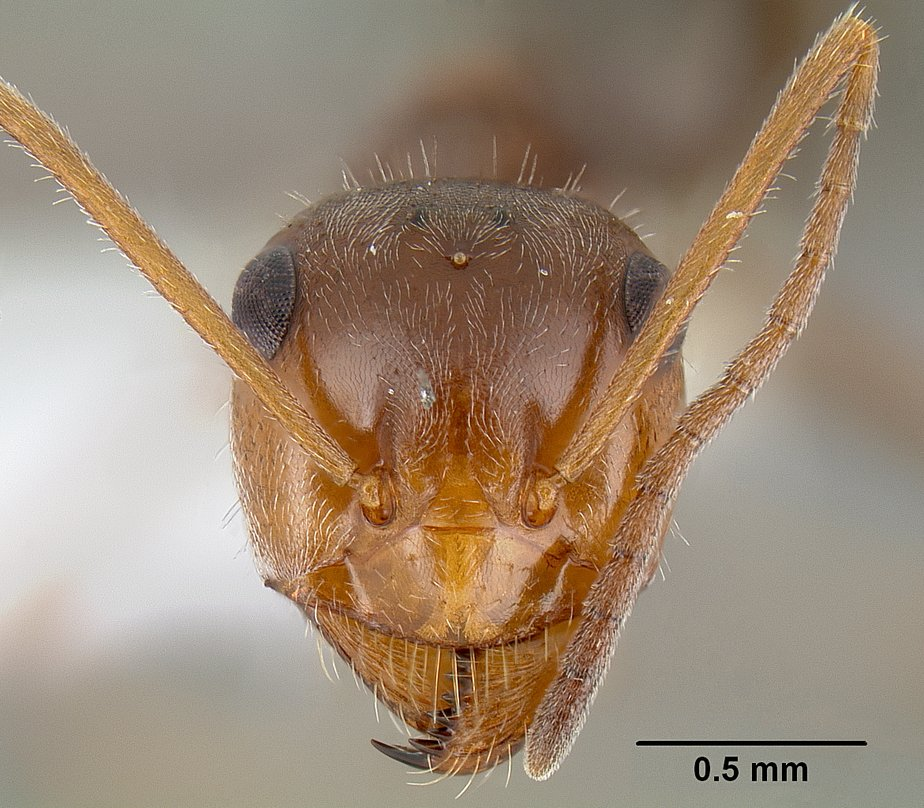
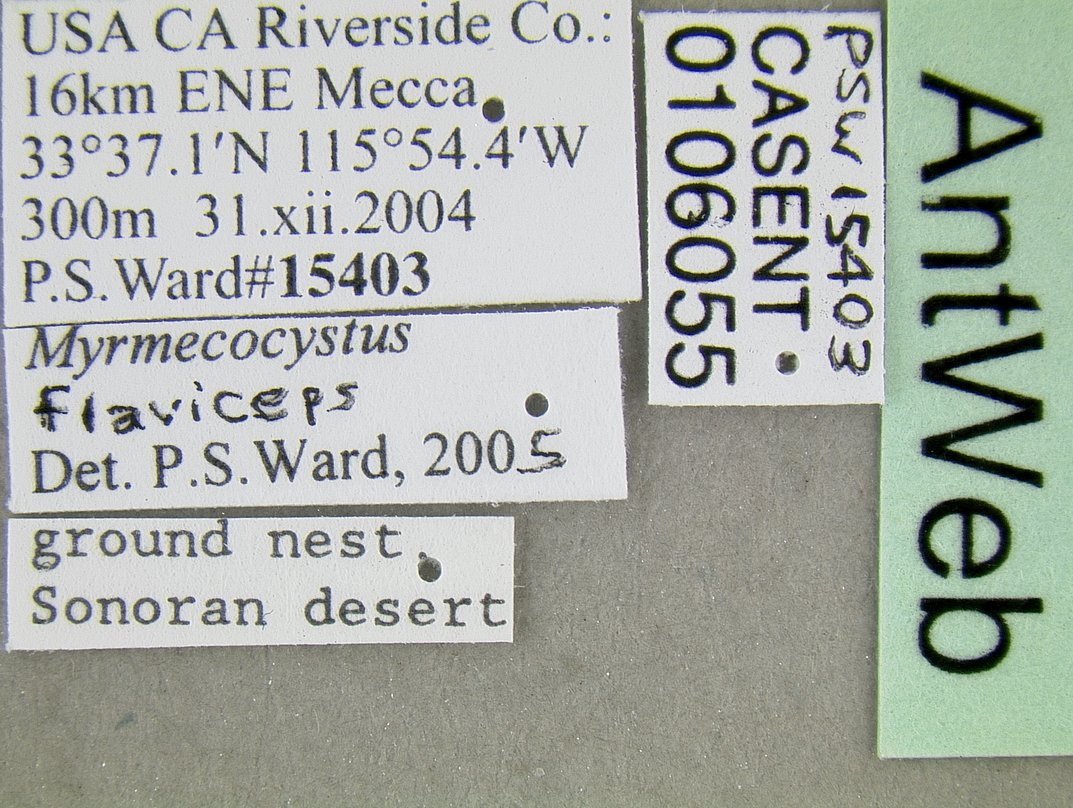